# Elms College
Elms College, cuyo nombre oficial y completo es College of Our Lady of the Elms (Universidad de Nuestra Señora de los Olmos si se traduce libremente al idioma español), es una universidad católica privada ubicada en Chicopee, Massachusetts, EE. UU.
Fue fundada por las Hermanas de San José de Carondelet en 1928. Ofrece programas académicos en los campos de artes liberales, humanidades, educación, enfermería y otros. Algunos de los programas de estudio son: Contabilidad, Negocios, Ciencias Comunicativas, Historia, Enfermería y Trabajo Social.

## Centros docentes
Elms College se estructura en una escuela y siete departamentos.
Escuelas y facultades:
- Escuela de Enfermería (School of Nursing) 
  - Título de grado en enfermería
  - Maestría en ciencias de enfermería

Departamentos:
- Negocios (Business) 
  - Títulos de grado en contabilidad, administración de negocios, administración de salud, administración de deportes, marketing
  - Maestría en Administración de Negocios

- Ciencias de la Comunicación y Desórdenes (Communication Sciences and Disorders)  
  - Títulos de grado en ciencias comunicativas o logopedia
  - Maestría en Ciencias de trastornos del espectro autista

- Educación (Education) 
  - Títulos de grado en educación primaria y secundaria
  - Maestría en Educación

- Humanidades y Bellas Artes (Humanities and Fine Arts) 
  - Títulos de grado en inglés, español, bellas artes, historia, estudios religiosas y otros campos académicos

- Ciencias Naturales, Matemáticas y Tecnología (Natural Sciences, Mathematics and Technology) 
  - Títulos de grado en biología, química, tecnología informática, comunicación digital y matemáticas

- Ciencias Sociales (Social Sciences) 
  - Títulos de grado en psicología, sociología, trabajo social y estudios legales

## Afiliaciones Culturales
La universidad es la sede de dos organizaciones sin ánimo de lucro que promueven las culturas y artes de dos grupos étnicos que han emigrado históricamente a Massachusetts:
- Centro Cultural Irlandés (The Irish Cultural Center).[4]
- Centro Polaco para el Descubrimiento y el Aprendizaje (The Polish Center for Discovery and Learning).[5]